# Copa Votorantim de 2023
A Copa Votorantim de 2023 foi a 27.ª edição deste evento esportivo, um torneio nacional de futebol masculino sub-15 organizado pela Prefeitura de Votorantim.
O torneio compreendeu quatro distintas fases e envolveu a participação de um total de 16 clubes, ocorrendo no período de 19 a 29 de janeiro. A fase inicial consistiu na divisão dos participantes em quatro grupos, nos quais os clubes enfrentaram seus oponentes da mesma chave em partidas de turno único. Nas fases subsequentes, a determinação dos avançados para a fase seguinte baseou-se no resultado de partidas únicas, culminando na redução progressiva do número de clubes a cada fase até a disputa da final.
O título da edição foi conquistado pelo Santos, que venceu a decisão contra o Palmeiras pelo placar mínimo. Este triunfo marcou o primeiro título na história do clube neste torneio.

## Formato e participantes
A exemplo das edições anteriores, a edição de 2023 da Copa Votorantim foi disputada por 16 clubes, divididos em quatro grupos. Esta edição ficou marcada pela ausência de clubes cariocas, além da falta do São Paulo, o maior campeão da competição, e da dupla gaúcha bicampeã Grêmio e Internacional. Os grupos foram sorteados em 20 de dezembro de 2022.
| Federação         | Equipe                | Títulos               | Ref.  |
| ----------------- | --------------------- | --------------------- | ----- |
| Bahia             | Canaã                 | —                     | [ 4 ] |
| Goiás             | Atlético Goianiense   | —                     | [ 4 ] |
| Goiás             | Goiás                 | —                     | [ 4 ] |
| Goiás             | Vila Nova             | —                     | [ 4 ] |
| Minas Gerais      | América Mineiro       | —                     | [ 4 ] |
| Minas Gerais      | Cruzeiro              | 3 (2002, 2005 e 2006) | [ 4 ] |
| Rio Grande do Sul | Juventude             | —                     | [ 4 ] |
| Santa Catarina    | Avaí                  | 2 (2019 e 2020)       | [ 4 ] |
| São Paulo         | Corinthians           | 3 (2003, 2004 e 2022) | [ 4 ] |
| São Paulo         | Desportivo Brasil     | —                     | [ 4 ] |
| São Paulo         | Guarani               | —                     | [ 4 ] |
| São Paulo         | Palmeiras             | 1 (2018)              | [ 4 ] |
| São Paulo         | Red Bull Bragantino   | —                     | [ 4 ] |
| São Paulo         | Santos                | —                     | [ 4 ] |
| São Paulo         | São Bento             | —                     | [ 4 ] |
| São Paulo         | Seleção de Votorantim | —                     | [ 4 ] |

## Primeira fase
No geral, a fase de grupos da Copa Votorantim foi marcada pelo equilíbrio. Pelo grupo A, Corinthians e América Mineiro protagonizaram o jogo de estreia em 19 de janeiro, no estádio Domênico Paolo Metidieri. O clube paulista, que entrou em campo defendendo o título da edição anterior, goleou o adversário e encaminhou a classificação após uma vitória na segunda rodada. Este resultado também complicou a situação do América Mineiro, que chegou à última rodada com chances matemáticas de classificação, mas precisaria contar com uma derrota do Vila Nova e reverter a desvantagem no saldo de gols. O Vila Nova assegurou a segunda colocação após um empate.
No grupo B, Avaí, Desportivo Brasil e Palmeiras terminaram empatados com cinco pontos. Os clubes paulistas se classificaram por terem saldos de gols melhores do que o catarinense, com o clube do interior do estado de São Paulo avançando na primeira colocação pelo mesmo motivo. Um contexto semelhante ocorreu no grupo D, com Red Bull Bragantino e Atlético Goianiense classificando-se empatados em número de pontos.
Por fim, no grupo C, Santos e Juventude encaminharam suas classificações com mais tranquilidade, uma vez que as equipes do Goiás e da Seleção de Votorantim foram eliminadas sem conquistar uma única vitória.

## Fases finais
Os dois primeiros jogos das quartas de final foram disputados em 24 de janeiro e resultaram nas classificações de Corinthians e Santos. O primeiro venceu o Juventude por 2 a 0 sem grandes dificuldades, enquanto o segundo teve que virar a partida contra o Vila Nova. No dia seguinte, Desportivo Brasil e Palmeiras eliminaram, respectivamente, Atlético Goianiense e Red Bull Bragantino.
Com os resultados da fase anterior, as semifinais foram determinadas pelos confrontos entre Corinthians e Palmeiras, e Desportivo Brasil e Santos. O clube da Baixada Santista foi o primeiro a garantir a vaga na decisão ao vencer o confronto com seu adversário por 2 a 1, sendo o gol da vitória marcado no último lance. Por sua vez, o dérbi terminou com a vitória do Palmeiras por 2 a 0, eliminando assim o atual campeão da competição. Dessa forma, os vitoriosos avançaram para protagonizar uma decisão inédita.
Em 29 de janeiro, Palmeiras e Santos disputaram a final do torneio no estádio Domênico Paolo Metidieri. O Santos venceu o adversário com um gol marcado por Gabriel Côco, conquistando assim o seu primeiro título da competição.
|  | Quartas de final    | Quartas de final  |             |   | Semifinais | Semifinais |  |  | Final | Final |
|  |                     |                   |             |   |            |            |  |  |       |       |
|  |                     |                   |             |   |            |            |  |  |       |       |
|  |                     |                   |             |   |            |            |  |  |       |       |
|  | Corinthians         | 2                 |             |   |            |            |  |  |       |       |
|  | Corinthians         | 2                 |             |   |            |            |  |  |       |       |
|  | Juventude           | 0                 |             |   |            |            |  |  |       |       |
|  | Juventude           | 0                 | Corinthians | 0 |            |            |  |  |       |       |
|  |                     |                   | Corinthians | 0 |            |            |  |  |       |       |
|  |                     | Palmeiras         | 2           |   |            |            |  |  |       |       |
|  | Red Bull Bragantino | Palmeiras         | 2           | 0 |            |            |  |  |       |       |
|  | Red Bull Bragantino |                   |             | 0 |            |            |  |  |       |       |
|  | Palmeiras           | 2                 |             |   |            |            |  |  |       |       |
|  | Palmeiras           | 2                 | Palmeiras   | 0 |            |            |  |  |       |       |
|  |                     |                   | Palmeiras   | 0 |            |            |  |  |       |       |
|  |                     | Santos            | 1           |   |            |            |  |  |       |       |
|  | Santos              | Santos            | 1           | 2 |            |            |  |  |       |       |
|  | Santos              |                   |             | 2 |            |            |  |  |       |       |
|  | Vila Nova           | 1                 |             |   |            |            |  |  |       |       |
|  | Vila Nova           | 1                 | Santos      | 2 |            |            |  |  |       |       |
|  |                     |                   | Santos      | 2 |            |            |  |  |       |       |
|  |                     | Desportivo Brasil | 1           |   |            |            |  |  |       |       |
|  | Desportivo Brasil   | Desportivo Brasil | 1           | 3 |            |            |  |  |       |       |
|  | Desportivo Brasil   |                   |             | 3 |            |            |  |  |       |       |
|  | Atlético Goianiense | 0                 |             |   |            |            |  |  |       |       |
|  | Atlético Goianiense | 0                 |             |   |            |            |  |  |       |       |

- As equipes classificadas estão em negrito.

### Gerais
As seguintes fontes foram utilizadas para formular as tabelas de classificações da primeira fase:
- «Seleção de Votorantim enfrenta o Santos em busca da primeira vitória na Copinha Sub-15». Prefeitura de Votorantim. 20 de janeiro de 2023. Consultado em 30 de janeiro de 2024. Cópia arquivada em 30 de janeiro de 2024
- «Rodada define classificados para as quartas de final da Copinha Sub-15». Prefeitura de Votorantim. 21 de janeiro de 2023. Consultado em 30 de janeiro de 2024. Cópia arquivada em 22 de janeiro de 2023
- «Copinha Sub-15 define os confrontos das quartas de final». Prefeitura de Votorantim. 22 de janeiro de 2023. Consultado em 30 de janeiro de 2024. Cópia arquivada em 7 de fevereiro de 2023

### Específicas
1. ↑  Vinicius Fernandes (30 de janeiro de 2023). «Santos sagra-se campeão da Copa Votorantim Sub-15». DaBase. Consultado em 30 de janeiro de 2024. Cópia arquivada em 30 de janeiro de 2024
2. ↑  «Definidos datas e horários da Copa Votorantim de Futebol Sub-15». Prefeitura de Votorantim. 26 de dezembro de 2022. Consultado em 30 de janeiro de 2024. Cópia arquivada em 30 de janeiro de 2024
3. ↑  «Com rivais paulistas e sem cariocas, Copa Votorantim de futebol sub-15 começa nesta quinta». ge. 18 de janeiro de 2023. Consultado em 30 de janeiro de 2024. Cópia arquivada em 21 de janeiro de 2023
4. 1 2  «Definidos grupos da primeira fase». Cruzeiro do Sul. 21 de dezembro de 2022. Consultado em 30 de janeiro de 2024. Cópia arquivada em 21 de dezembro de 2022
5. ↑  «Corinthians goleia o América-MG na abertura da 27ª Copa Votorantim de Futebol Sub-15». Prefeitura de Votorantim. 19 de janeiro de 2023. Consultado em 30 de janeiro de 2024. Cópia arquivada em 19 de janeiro de 2023
6. ↑  «Corinthians atropela o América-MG na estreia da Copa Votorantim de futebol sub-15». ge. 19 de janeiro de 2023. Consultado em 30 de janeiro de 2024. Cópia arquivada em 24 de janeiro de 2023
7. ↑  «América-MG derrota o São Bento, mas fica fora da Copinha Sub-15». Prefeitura de Votorantim. 22 de janeiro de 2023. Consultado em 30 de janeiro de 2024. Cópia arquivada em 22 de janeiro de 2023
8. ↑  «Vila Nova e Corinthians empatam sem gols e avançam na Copinha Sub-15». Prefeitura de Votorantim. 22 de janeiro de 2023. Consultado em 30 de janeiro de 2024. Cópia arquivada em 22 de janeiro de 2023
9. ↑  «Palmeiras vence o Canaã e avança na Copinha Sub-15». Prefeitura de Votorantim. 22 de janeiro de 2023. Consultado em 30 de janeiro de 2024. Cópia arquivada em 22 de janeiro de 2023
10. ↑  «Desportivo Brasil fica com a vaga e elimina o Avaí». Prefeitura de Votorantim. 22 de janeiro de 2023. Consultado em 30 de janeiro de 2024. Cópia arquivada em 22 de janeiro de 2023
11. ↑  «Atlético-GO e RB Bragantino empatam e avançam na Copinha Sub-15». Prefeitura de Votorantim. 22 de janeiro de 2023. Consultado em 30 de janeiro de 2024. Cópia arquivada em 22 de janeiro de 2023
12. 1 2  Vinicius Fernandes (27 de janeiro de 2023). «Apenas paulistas nas semifinais da Copa Votorantim Sub-15». DaBase. Consultado em 30 de janeiro de 2024. Cópia arquivada em 30 de janeiro de 2024
13. ↑  «Corinthians e Santos são os primeiros semifinalistas da Copa Votorantim sub-15». ge. 24 de janeiro de 2023. Consultado em 30 de janeiro de 2024. Cópia arquivada em 6 de fevereiro de 2023
14. ↑  «Copa Votorantim Sub-15 terá dérbi Corinthians e Palmeiras na semifinal». ge. 25 de janeiro de 2023. Consultado em 30 de janeiro de 2024. Cópia arquivada em 6 de fevereiro de 2023
15. 1 2  Vinicius Fernandes (28 de janeiro de 2023). «Definida a final da Copa Votorantim Sub-15». DaBase. Consultado em 30 de janeiro de 2024. Cópia arquivada em 30 de janeiro de 2024
16. ↑  «Santos marca no último lance e vence Desportivo Brasil e é o primeiro finalista da Copa Votorantim Sub-15». ge. 27 de janeiro de 2023. Consultado em 30 de janeiro de 2024. Cópia arquivada em 9 de fevereiro de 2023
17. ↑  «Palmeiras vence atual campeão Corinthians e avança à final da Copa Votorantim Sub-15». ge. 27 de janeiro de 2023. Consultado em 30 de janeiro de 2024. Cópia arquivada em 9 de fevereiro de 2023
18. ↑  «Finalistas definidos». Cruzeiro do Sul 36290 ed. 27 de janeiro de 2023. p. 6
19. ↑  «Santos vence o Palmeiras e é campeão da Copa Votorantim sub-15 pela primeira vez». ge. 29 de janeiro de 2023. Consultado em 30 de janeiro de 2024. Cópia arquivada em 29 de janeiro de 2023
20. ↑  «Santos sub-15 derrota Palmeiras e é campeão da Copa Votorantim». A Tribuna. 29 de janeiro de 2023. Consultado em 11 de fevereiro de 2023. Cópia arquivada em 11 de fevereiro de 2023
21. ↑  «Santos bate Palmeiras e conquista a Copa Votorantim sub-15». Gazeta Esportiva. 29 de janeiro de 2023. Consultado em 30 de janeiro de 2024. Cópia arquivada em 31 de janeiro de 2023